# 第一代何奧伯爵理查德·何奧
第一代何奧伯爵理查德·何奧，KG，PC（英語：Richard Howe, 1st Earl Howe，1726年3月8日—1799年8月5日），英國海軍軍官及政治家，美國獨立戰爭期間曾為北美和西印度群岛舰队總司令，小皮特首相時期曾任第一海軍大臣。
何奧生於1729年，家世與英國皇庭淵源甚廣。父親第二代何奧子爵伊曼紐爾·何奧曾為英國下議院議員及巴巴多斯總督，母親經常出入英皇喬治二世及喬治三世的宮廷，而外婆更是喬治一世的私生女。伊曼紐爾一共生有三個兒子，分別為長子第三代何奧子爵喬治·何奧、次子理查德·何奧、及三子威廉·何奧。何奧兄弟的仕途雖受皇室蔭祐，但三人都是優秀的軍事將領：喬治·何奧受到詹姆斯·沃爾夫推崇，在鐘琴堡戰役前夕陣亡；而威廉·何奧則在美國獨立戰爭時期出任北美英軍總司令。
理查德·何奧年僅13歲，便獲准加入皇家英國海軍，到1744年（18歲）已陞任上尉。接著何奧參與鎮壓1745年詹姆斯黨叛亂，並在奧地利王位繼承戰爭中參與1748年哈瓦那海戰。七年戰爭期間，何奧屢立戰功，更獲得喬治·羅德尼大力讚賞。1758年，何奧從兄長繼承爵位，成為第四代何奧子爵，並在1762獲選為英國下議院議員，同時在英國海軍本部供職。任內何奧推動行政改革，改善海軍水手待遇，同時開發各種新式船艦、火炮、桅桿以及航海技術。1765年何奧曾任職於英國樞密院，並在1770年陞任少將，出任英國地中海艦隊總司令。
美國獨立戰爭爆發後，何奧在1775年陞任中將，並在1776年調任北美及西印度艦隊總司令，支援弟弟威廉·何奧的陸軍行動，同時擔任和平使者。理查德·何奧本身同情殖民地的政治理念，並且反對《強制法案》，又與班傑明·富蘭克林有深厚交情，但仍盡忠為英軍服務。他在獨立戰爭期間率先為北美艦隊引進旗號通訊，為海軍艦艇的通訊帶來徹底改革。然而何奧兄弟在戰爭中卻多次被批抨進取不足，而英軍也在獨立戰爭中漸處下風。1778年英國派出新任和平使者後，何奧決定辭職返國，並在離任前夕阻止德斯坦伯爵的法國艦隊攻擊紐波特。
返國後何奧公開反對諾斯勳爵的戰爭政策，並且等到諾斯勳爵下台後才重新出海指揮。1782年何奧獲任命為海峽艦隊總司令，在敵眾我寡的情況下，保護地中海的商船返回歐洲，同時成功補給了直布羅陀──該地自1779年6月便開始遭到西班牙及法國圍城。戰爭要到1783年英國與法國及西班牙簽訂和約才告結束。
英法戰爭結束後，何奧被首相小皮特任命為第一海軍大臣，但兩人合作並不愉快。1788年何奧辭職，同時獲冊封為第一代何奧伯爵。1790年及1793年，何奧兩次重新指揮海峽艦隊，並在1794年6月1日海戰中戰勝法國艦隊。海戰後何奧年老退役，但喬治三世仍准許他保留海峽艦隊總司令的職銜。1797年何奧還運用自己的聲望，平息了皇家海軍的水手叛變。事後何奧更獲授嘉德勳章。
1799年何奧在倫敦病死。由於何奧死後沒有男嗣，何奧伯爵隨即斷絕，至於子爵之位則傳給弟弟威廉·何奧。